# Prima Categoria Puglia 1959-1960
Il campionato di calcio di Prima Categoria 1959-1960 è stato il massimo livello dilettantistico di quell'annata. A carattere regionale, fu il primo con questo nome dopo la riforma voluta da Zauli del 1958.
I campioni regionali venivano promossi in Serie D (ex campionato Interregionale), mentre ogni altro aspetto organizzativo era lasciato ai comitati regionali. Questi sono i gironi organizzati della regione Puglia.
L'ex Lega Regionale Pugliese cambia nome in Comitato Regionale Pugliese.

## Girone A

### Squadre partecipanti
| Club                      | Città                     |
| ------------------------- | ------------------------- |
| A.S. Andria               | Andria (BA)               |
| U.S. Apricena             | Apricena (FG)             |
| U.S. Audace Cerignola     | Cerignola (FG)            |
| Pol. Fulgor               | Molfetta (BA)             |
| U.S. Garganica            | Monte Sant'Angelo (FG)    |
| Pol. Gustavo Ventura      | Bisceglie (BA)            |
| U.S. Lucera               | Lucera (FG)               |
| A.S. Manfredonia          | Manfredonia (FG)          |
| Pol. Ortanova             | Orta Nova (FG)            |
| U.S. San Giovanni Rotondo | San Giovanni Rotondo (FG) |
| U.S. San Severo           | San Severo (FG)           |
| A.C. Trinitapoli          | Trinitapoli (FG)          |
| U.S. Troia                | Troia (FG)                |
| U.S. Vieste               | Vieste (FG)               |

### Classifica finale
|  | Pos. | Squadra              | Pt | G  | V  | N | P  | GF | GS | DR  |
|  | ---- | -------------------- | -- | -- | -- | - | -- | -- | -- | --- |
|  | 1.   | Andria               | 44 | 26 | 19 | 6 | 1  | 79 | 17 | +62 |
|  | 2.   | San Giovanni Rotondo | 36 | 26 | 15 | 6 | 5  | 51 | 28 | +23 |
|  | 3.   | Lucera               | 35 | 26 | 13 | 9 | 4  | 40 | 23 | +17 |
|  | 4.   | Manfredonia          | 33 | 26 | 13 | 7 | 6  | 53 | 36 | +17 |
|  | 4.   | Apricena             | 33 | 26 | 14 | 5 | 7  | 37 | 21 | +16 |
|  | 6.   | Troia                | 26 | 26 | 9  | 8 | 9  | 32 | 23 | +9  |
|  | 7.   | Ortanova             | 24 | 26 | 9  | 5 | 12 | 32 | 36 | -4  |
|  | 8.   | Monte Sant'Angelo    | 23 | 24 | 10 | 3 | 11 | 28 | 28 | 0   |
|  | 8.   | Audace Cerignola     | 23 | 26 | 9  | 5 | 12 | 38 | 35 | +3  |
|  | 10.  | Trinitapoli (-1)     | 19 | 26 | 7  | 6 | 13 | 29 | 54 | -25 |
|  | 10.  | Gustavo Ventura      | 19 | 26 | 7  | 5 | 14 | 29 | 38 | -9  |
|  | 12.  | Fulgor Molfetta      | 17 | 26 | 6  | 5 | 15 | 39 | 63 | -24 |
|  | 13.  | San Severo           | 14 | 25 | 5  | 4 | 16 | 29 | 63 | -34 |
|  | 14.  | Vieste               | 13 | 25 | 4  | 5 | 16 | 20 | 62 | -42 |

Legenda:

 Ammesso alle finali regionali.
      Promosso in Serie D 1960-1961.
      Retrocesso in Seconda Categoria.
Note:

Due punti a vittoria, uno a pareggio, zero a sconfitta.
Hanno giocato rispettivamente Vieste e Monte Sant'Angelo due, San Severo una partita in meno.
Il Trinitapoli è stato penalizzato con la sottrazione di 1 punto in classifica.

## Girone B

### Squadre partecipanti
| Club                              | Città                      |
| --------------------------------- | -------------------------- |
| A.S.C. Acquaviva                  | Acquaviva delle Fonti (BA) |
| U.S. Altamura                     | Altamura (BA)              |
| Ass. Barese Calcio Appia Carrassi | Bari (quartiere Carrassi)  |
| U.S. Bitonto                      | Bitonto (BA)               |
| U.S. Corato                       | Corato (BA)                |
| U.S. Giovinazzo                   | Giovinazzo (BA)            |
| S.S. Grumese                      | Grumo Appula (BA)          |
| U.S. Ideale                       | Bari                       |
| F.C. Liberty                      | Bari                       |
| U.S. Modugno                      | Modugno (BA)               |
| A.S. Palo                         | Palo del Colle (BA)        |
| S.S. Pro Gioia                    | Gioia del Colle (BA)       |
| Pol. Sannicandro                  | Sannicandro di Bari (BA)   |
| A.S. Santermana                   | Santeramo in Colle (BA)    |
| U.S. Terlizzi                     | Terlizzi (BA)              |
| A.S. Valenzano                    | Valenzano (BA)             |

### Classifica finale
|  | Pos. | Squadra        | Pt | G  | V  | N  | P  | GF | GS | DR  |
|  | ---- | -------------- | -- | -- | -- | -- | -- | -- | -- | --- |
|  | 1.   | Altamura       | 48 | 30 | 19 | 10 | 1  | 63 | 28 | +35 |
|  | 2.   | Liberty        | 46 | 30 | 19 | 8  | 3  | 64 | 21 | +43 |
|  | 3.   | Terlizzi       | 40 | 30 | 17 | 6  | 7  | 55 | 29 | +26 |
|  | 4.   | Giovinazzo     | 38 | 30 | 15 | 8  | 7  | 51 | 29 | +22 |
|  | 5.   | Bitonto        | 37 | 30 | 17 | 3  | 10 | 49 | 30 | +19 |
|  | 6.   | Valenzano      | 36 | 30 | 14 | 8  | 8  | 44 | 38 | +6  |
|  | 7.   | Modugno        | 35 | 30 | 15 | 5  | 10 | 38 | 34 | +4  |
|  | 8.   | Santermana     | 34 | 30 | 14 | 6  | 10 | 44 | 36 | +8  |
|  | 9.   | Pro Gioia      | 30 | 30 | 11 | 8  | 11 | 34 | 29 | +5  |
|  | 10.  | Acquaviva      | 28 | 30 | 10 | 8  | 12 | 31 | 30 | +1  |
|  | 11.  | Ideale         | 26 | 30 | 10 | 6  | 14 | 39 | 46 | -7  |
|  | 11.  | Grumese        | 26 | 30 | 9  | 8  | 13 | 26 | 37 | -11 |
|  | 13.  | Palo (-1)      | 23 | 30 | 10 | 4  | 16 | 40 | 49 | -9  |
|  | 14.  | Corato         | 20 | 30 | 8  | 4  | 18 | 22 | 53 | -31 |
|  | 15.  | Appia Carrassi | 8  | 30 | 1  | 6  | 23 | 23 | 87 | -64 |
|  | 16.  | Sannicandro    | 4  | 30 | 0  | 4  | 26 | 19 | 73 | -54 |

Legenda:

 Ammesso alle finali regionali.
      Retrocesso in Seconda Categoria.
Note:

Due punti a vittoria, uno a pareggio, zero a sconfitta.
Il Palo è stato penalizzato con la sottrazione di 1 punto in classifica.

## Girone C

### Squadre partecipanti
| Club                    | Città                      | Stadio o Campo Sportivo            | Stagione 1958-1959 |
| ----------------------- | -------------------------- | ---------------------------------- | ------------------ |
| Carosino                | Carosino (TA)              | Stadio Comunale "MIGLIETTA"        |                    |
| FC Crispiano            | Crispiano (TA)             | Stadio Comunale                    |                    |
| Folgore Brindisi        | Brindisi                   | Campo Sportivo Quartiere Paradiso  |                    |
| Libertas Rutigliano     | Rutigliano (BA)            | Stadio Comunale                    |                    |
| Locorotondo             | Locorotondo (BA)           | Campo Sportivo "VIA OLIMPIA"       |                    |
| AC Manduria             | Manduria (TA)              | Stadio Comunale" NINO DIMITRI"     |                    |
| AC Mesagne              | Mesagne (BR)               | Stadio Comunale " GUARINI"         |                    |
| Mola Calcio             | Mola di Bari (BA)          | Stadi Comunale "CADUTI DI SUPERGA" |                    |
| FC Noci Calcio          | Noci (BA)                  | Stadio Comunale "DE LUCA-RESTA"    |                    |
| AS Noicattaro           | Noicattaro (BA)            | Stadio Comunale                    |                    |
| AC Gioventù Oria Calcio | Oria (BR)                  | Stadio Comunale                    |                    |
| AC Ostuni 1945          | Ostuni (BR)                | Campo Sportivo "NINO LAVENEZIANA"  |                    |
| Pro Castellana 1928     | Castellana Grotte (BA)     | Stadio Comunale "AZZURRI D'ITALIA" |                    |
| Pro Italia Taranto      | Taranto                    |                                    |                    |
| FC Putignano            | Putignano (BA)             | Campo Sportivo "TORINO 49"         |                    |
| AS San Vito             | San Vito dei Normanni (BR) | Stadio Comunale "E. M. CITIOLO"    |                    |

### Classifica finale
|  | Pos. | Squadra           | Pt       | G  | V  | N  | P  | GF | GS | DR  |
|  | ---- | ----------------- | -------- | -- | -- | -- | -- | -- | -- | --- |
|  | 1.   | Mesagne           | 44       | 28 | 19 | 6  | 3  | 60 | 21 | +39 |
|  | 2.   | Mola (-2)         | 43       | 28 | 21 | 3  | 4  | 69 | 19 | +50 |
|  | 3.   | San Vito Normanni | 40       | 28 | 19 | 2  | 7  | 71 | 27 | +44 |
|  | 4.   | Putignano         | 33       | 28 | 15 | 3  | 10 | 53 | 38 | +15 |
|  | 5.   | Pro Castellana    | 29       | 28 | 13 | 3  | 12 | 60 | 33 | +27 |
|  | 6.   | Carosino          | 28       | 28 | 12 | 4  | 12 | 53 | 50 | +3  |
|  | 7.   | Noicattaro        | 27       | 28 | 13 | 1  | 14 | 52 | 53 | -1  |
|  | 7.   | Crispiano         | 27       | 28 | 11 | 5  | 12 | 43 | 56 | -13 |
|  | 9.   | Italia Taranto    | 24       | 28 | 10 | 4  | 14 | 38 | 51 | -13 |
|  | 9.   | Locorotondo       | 24       | 28 | 10 | 4  | 14 | 30 | 42 | -12 |
|  | 11.  | Ostuni            | 23       | 28 | 9  | 5  | 14 | 40 | 59 | -19 |
|  | 12.  | Oria (-2)         | 22       | 28 | 9  | 6  | 13 | 42 | 71 | -29 |
|  | 13.  | Manduria (-1)     | 19       | 28 | 8  | 4  | 16 | 36 | 56 | -20 |
|  | 13.  | Folgore Brindisi  | 19       | 28 | 7  | 5  | 16 | 38 | 62 | -24 |
|  | 15.  | Rutigliano        | 13       | 28 | 6  | 1  | 21 | 31 | 79 | -48 |
|  | ---  | Noci              | Ritirato | -- | -- | -- | -- | -- | -- | --  |

Legenda:

 Ammesso alle finali regionali.
      Retrocesso in Seconda Categoria.
Note:

Due punti a vittoria, uno a pareggio, zero a sconfitta.
Mola e Oria sono stati penalizzati con la sottrazione di 2 punti, il Manduria di 1 punto in classifica.
Il Noci è stato escluso dal campionato.

## Girone D

### Squadre partecipanti
| Club                | Città     | Stadio o Campo Sportivo                   | Stagione 1958-1959                                |
| ------------------- | --------- | ----------------------------------------- | ------------------------------------------------- |
| Toma Maglie         | Maglie    | Stadio Comunale Antonio Tamborino Frisari | 4º nel girone B del Campionato Dilettanti Puglia  |
| Casarano            | Casarano  | Stadio Comunale "Giuseppe Capozza         | 6º nel girone B del Campionato Dilettanti Puglia  |
| Galatone            | Galatone  |                                           |                                                   |
| Pro Italia Galatina | Galatina  | Stadio Comunale G. Specchia               | 2º nel girone B del Campionato Dilettanti Puglia  |
| Racale              | Racale    |                                           |                                                   |
| Gallipoli           | Gallipoli | Stadio Comunale Antonio Bianco            | 8º nel girone B del Campionato Dilettanti Puglia  |
| Taviano             | Taviano   |                                           |                                                   |
| Juventina Lecce     | Lecce     |                                           | 12º nel girone B del Campionato Dilettanti Puglia |
| Aradeo              | Aradeo    |                                           |                                                   |
| Carmiano            | Carmiano  |                                           | 13º nel girone B del Campionato Dilettanti Puglia |
| Nardò               | Nardò     | Stadio Comunale Giovanni Paolo II         |                                                   |
| Alezio              | Alezio    |                                           |                                                   |
| Novoli              | Novoli    |                                           |                                                   |
| Lecce Sport         | Lecce     |                                           |                                                   |

### Classifica finale
|  | Pos. | Squadra                 | Pt | G  | V  | N  | P  | GF | GS | DR   |
|  | ---- | ----------------------- | -- | -- | -- | -- | -- | -- | -- | ---- |
|  | 1.   | Toma Maglie             | 41 | 26 | 18 | 5  | 3  | 71 | 17 | + 54 |
|  | 2.   | Casarano                | 41 | 26 | 16 | 9  | 1  | 63 | 16 | +47  |
|  | 3.   | Galatone                | 38 | 26 | 17 | 4  | 5  | 58 | 30 | +28  |
|  | 4.   | Pro Italia Galatina     | 37 | 26 | 15 | 7  | 4  | 56 | 24 | +32  |
|  | 5.   | Racale                  | 30 | 26 | 13 | 4  | 9  | 40 | 45 | -5   |
|  | 6.   | Fiamma Jonica Gallipoli | 29 | 26 | 10 | 9  | 7  | 40 | 34 | +6   |
|  | 7.   | Taviano                 | 25 | 26 | 9  | 7  | 10 | 38 | 47 | -9   |
|  | 8.   | Juventina Lecce         | 22 | 26 | 8  | 6  | 12 | 33 | 26 | +7   |
|  | 9.   | Aradeo                  | 22 | 26 | 6  | 10 | 10 | 36 | 42 | -6   |
|  | 9.   | Carmiano                | 22 | 26 | 10 | 2  | 14 | 30 | 43 | -13  |
|  | 11.  | Nardò                   | 18 | 26 | 7  | 4  | 15 | 17 | 38 | -21  |
|  | 12.  | Alezio                  | 17 | 26 | 6  | 5  | 15 | 24 | 43 | -19  |
|  | 13.  | Novoli (-1)             | 12 | 26 | 3  | 7  | 16 | 15 | 52 | -37  |
|  | 14.  | Lecce Sport             | 9  | 26 | 2  | 5  | 19 | 19 | 83 | -64  |

Legenda:

 Ammesso alle finali regionali.
      Retrocesso in Seconda Categoria.
Note:

Due punti a vittoria, uno a pareggio, zero a sconfitta.
Il Toma Maglie accede alla fase finale regionale dopo aver vinto lo spareggio contro l'ex aequo Casarano.
Il Novoli è stato penalizzato con la sottrazione di 1 punto in classifica.

### Spareggio per il primo posto in classifica
|             | Risultato |          | Luogo e data          |
| ----------- | --------- | -------- | --------------------- |
| Toma Maglie | 3 - 2     | Casarano | Lecce, 10 aprile 1960 |
|             |           |          |                       |

## Finali regionali
Andria primo nel girone a quattro e promosso in Serie D 1960-1961.